# 지그문트 프로이트
지그문트 프로이트(독일어: Sigmund Freud 지크문트 프로이트[*], 독일어 발음: [ˈziːkmʊnt ˈfrɔʏt], 1856년 5월 6일~1939년 9월 23일)는 오스트리아의 심리학자로 정신분석학의 창시자이다. 본명은 지기스문트 슐로모 프로이트(독일어: Sigismund Schlomo Freud)이다.
무의식과 억압의 방어 기제에 대한 이론, 환자와 정신분석자의 대화를 통하여 정신 병리를 치료하는 정신분석학적 임상 치료 방식을 창안했다. 성욕을 인간 생활에서 주요한 동기 부여의 에너지로 새로이 정의했고 초기 뇌성마비를 연구했으며 치료 관계에서 감정 전이의 이론, 꿈을 통해 '무의식적 욕구'를 관찰하는 기법을 발명했다.
프로이트는 '무의식' 연구의 선구자로서 무의식이란 개념을 대중화하였다. 그는 정신이 의식, 전의식, 무의식으로 구성되었다고 했으며 이드, 자아(에고), 초자아라는 개념도 제시했다. 그의 학문은 생리학자인 에른스트 빌헬름 폰 브뤼케의 영향을 받은바도 있으며, 장마르탱 샤르코, 요제프 브로이어, 카를 융, 알프레트 아들러 등과도 교류하며 공동연구를 진행하기도 했다.
신프로이트주의에서 프로이트의 많은 이론을 버리거나 수정하였다. 프로이트의 방법과 관념은 임상 정신 역학의 역사에서 중요한 위치를 차지하고 있다. 그의 생각은 인문 과학과 일부 사회 과학에 계속 영향을 주고 있다.

## 생애

### 출생과 성장
1856년 5월 6일 오스트리아-헝가리 제국 메렌에 위치한 작은 도시 프라이베르크인메렌의 유대인 가정에서 태어났다. 당시 시대적 분위기는 유대인에 대한 편견이 심했다. 그의 아버지 야코프 프로이트(독일어: Jakob Freud)는 양모를 거래하는 유대계 사업가였고 세번째 결혼한 아말리아(독일어: Amalia)와의 사이에서 지그문트를 낳았다. 지그문트에게는 모두 6명의 형제가 있었고 그의 이복 형은 어머니와 나이가 비슷했다. 지그문트는 다른 형제들에 비해 어머니의 보살핌을 많이 받으며 성장하였다.
4살 때 가족은 오스트리아의 빈으로 이주했다. 프로이트가 거의 평생을 살았던 빈은 유대인들에 대한 인종차별이 있긴 했지만 빈의 유대인은 다른 유럽 여러 지역에 비해서는 현지인과 잘 융화되었으며, 당시 그곳의 의사나 변호사 같은 전문직 가운데 절반가량이 유대인이었다. 김나지움 7학년 내내 학업성적은 매우 우수한 편에 속했다. 그는 문학을 좋아했고 독일어, 프랑스어, 이탈리아어, 스페인어, 영어, 히브리어, 라틴어, 그리스어에 능통했다.
프로이트는 훗날 어린 시절에 대해 고백하기를, 두 살이 좀 지났을 때 어머니의 몸을 보고 강하게 마음이 끌렸고, 여자 조카를 성적 관심의 대상으로 삼았으며, 어머니의 사랑을 놓고 서로 다투었던 남동생이 죽었을 때는 도리어 기쁨을 느꼈다고 했다. 어머니로 부터 편애수준의 사랑을 받고 성장했는데 그의 아버지는 어머니에게 자기보다 아들에게 더 정신이 팔려 있다고 화를 내기도 했다고 한다.

### 의과 대학
프로이트는 처음에는 법학에 관심을 가졌으나, 찰스 다윈의 ≪종의 기원≫과 요한 볼프강 폰 괴테의 ≪자연≫을 읽고 빈 대학교 의과 대학에 입학하여 다윈주의자였던 카를 클라우스 교수 밑에서 공부하였다. 그는 생리학자였던 에른스트 빌헬름 폰 브뤼케로부터 신경해부학을 배웠다. 졸업 후 얼마 동안 뇌의 해부학적 구조를 연구하였고, 코카인의 마취작용을 연구하여 우울증 치료제로 시도했지만 결과는 좋지 못했다.
당시 뱀장어의 생애 주기는 아직 밝혀지지 않았는데, 프로이트는 트리에스테의 오스트리아 동물학 연구소에서 4주간 지내며 수컷 뱀장어의 생식 기관을 연구했다. 그는 뱀장어 수백 마리를 해부했으나 뚜렷한 성과를 내지는 못했고, 1876년에 오스트리아 과학아카데미 보고서(Mitteilungen der österreichischen Akademie der Wissenschaften)에 실린 그의 첫 논문 "뱀장어의 정소"에서 그러한 사실을 인정하였다. 그리고 이로 인해 프로이트는 자신의 연구 분야를 바꾸게 된다.
1874년 프로이트의 스승인 브뤼케는 그의 저서 '생리학 강의'에서 "정신 역학"의 개념을 제안한다. 이는 모든 살아있는 유기체는 하나의 역학계이며, 화학과 물리학의 법칙이 적용된다는 급진적인 개념이었다. 그 당시 브뤼케는 빈 대학교 의과대학 1학년이었던 지그문트 프로이트의 주임 교수였는데, 프로이트는 그의 "역학적" 생리학을 받아들였고, 정신 및 정신과 무의식의 관계에 대한 프로이트의 역동적 심리학이 여기서 출발하였다. 존 볼비에 따르면, 화학과 물리학의 원칙에 기반을 둔 프로이트의 기본적인 모델은 브뤼케, 테오도어 마이네르트, 요제프 브로이어, 헤르만 폰 헬름홀츠, 요한 프리드리히 헤르바르트에서 나온 것이라고 한다. 1879년, 프로이트는 1년 간의 의무 군 복무를 수행하고자 연구를 잠시 접어두었으며, 1881년에 논문 "하급 어류종의 척수에 관하여"(Über das Ruckenmark niederer Fischarten)로 의학 박사(M.D.) 학위를 받았다.

### 프로이트와 정신 분석
프로이트가 무의식의 세계에 처음 들어선 것은 1885년 10월 프로이트는 유럽에서 가장 유명한 신경학자 장마르탱 샤르코와 공동 연구를 하기 위해 파리에 머물 때이다. 당시 살페트리에르 병원장인 샤르코는 히스테리와 히스테리 환자의 최면 감수성을 전공하였으며, 청중을 앞에 두고 히스테리 환자를 대상으로 최면 기법을 자주 시연했다. 그의 밑에서 장학생으로 약 5개월 간 연구하면서 히스테리와 최면술에 특히 관심을 가졌는데, 이것은 장차 정신분석학을 창안하는 데 매우 중요한 동기가 되었다. 그러나 그는 이 때 파리에 체류하면서 신경학 연구가 금전적으로 어렵다는 것을 깨달았고, 정신병리 치료로 진로를 선회하는 계기가 되었다고 회고했다.
1886년에 프로이트는 함부르크의 수석 랍비였던 이자크 베르나이스의 손녀 마르타 베르나이스와 결혼하고, 자신의 신경과 진료소를 차렸다. 프로이트는 신경계 환자들에게 최면 기법을 실험했으나, 치료 효과가 없다는 것을 확인하고 환자와 본인의 문제에 대해 대화를 나누는 치료법을 썼다. 이 방식은 "대화 치료"로 알려지게 되는데, 대화의 목적은 환자가 인정하기를 거부하는, 무의식에 갇힌 강력한 감정 에너지를 풀어주는 것이었다. 프로이트는 환자가 어떤 감정을 거부하는 것을 "억압"이라고 명명하며, 억압이 정신에 해를 끼치며 육체적 기능까지도 저하시킬 수 있다고 생각하였는데, 이를 "정신 신체증"(심신증)이라고 설명하였다. 이런 "대화 기법"은 정신 분석학의 기초로 널리 평가받고 있다.
40대가 된 프로이트는 수많은 심신증 장애와 더불어 죽음을 지나치게 두려워했으며, 그 밖에 다양한 공포증에 시달렸다. 이 시기에 그는 자신의 꿈과 기억, 인격 발달의 변천을 탐색하는 데 몰두하였다. 그리고 이 과정에서, 1896년에 죽은 자신의 아버지 야코프에 대해 적대감을 느꼈으며, 또 어린 시절 매력적이고 따뜻하며 포근했던 어머니 아말리아 프로이트에게 느낀 성적 감정을 상기하였다. 자기 분석을 계속하여 지금까지 수집한 자료들을 모아 1899년 11월, 라이프치히와 빈에서 동시에 《꿈의 해석》을 출판했다. 그리고 정신학 분석을 연구하여 빈 정신 분석 학회를 조직했다.
1900년과 1902년에 책을 출간한 이후 프로이트 이론에 대한 관심은 점점 증가하였으며, 지지자 집단도 생겼다. 그러나 프로이트의 이론을 반대하는 사람들도 등장했는데, 그 중 가장 유명한 사람은 카를 융으로, 원래 프로이트의 생각을 지지하던 사람이었다. 프로이트 또한, 융이 관심을 갖고 연구한 종교와 신비주의를 비과학적이라고 보았다.

### 말년
1930년, 프로이트는 심리학과 독일어 문학에 기여한 공로로 괴테상을 받았다. 3년 뒤에 나치가 독일에서 집권하면서, 유대인인 프로이트의 책은 맹공격을 받아 상당수가 불태워졌다. 1938년 3월에 나치 독일이 오스트리아를 병합하고, 빈에서는 반유대주의가 들끓었다. 프로이트가 거주하던 집에 비밀 경찰이 들이닥치고, 빈 정신 분석 학회는 해산당했으며, 프로이트는 책과 재산을 모두 몰수당했다. 그러나 그는 "자유롭게 죽기 위하여" 가족들과 함께 1938년 6월에 빈을 떠나 영국 런던 햄프스티드의 20 메어스필드 가든스(20 Maresfield Gardens, 현재의 프로이트 뮤지엄)로 망명을 갔다. 스위스 코티지 근처에 벨사이즈 길(Belsize Lane)과 피츠존 거리(Fitzjohn's Avenue)의 한쪽 모퉁이에 그의 동상이 서 있다.
지독한 애연가였던 프로이트는 구강암 때문에 생전에 30번이 넘도록 수술을 받았다. 1939년 9월에 그는 의사이자 친구인 막스 슈어를 설득하여 자살을 돕도록 하였다. 프로이트는 미완성 원고 <정신 분석학 개관>을 남겨두고 1939년 9월 23일에 죽었으며, 죽은 지 사흘 뒤에 그의 유해는 영국 골더스 그린 공동묘지에 매장되었다. 막내딸인 아나 프로이트는 그의 영향을 받아 아동정신분석학자가 되었다.

## 성품
프로이트는 시간 약속 같은 것을 지나칠 정도로 꼼꼼히 챙기는 스타일이었다. 영국제 양모 정장에 옷감은 꼭 아내가 골라준 것을 썼다. 젊은 시절 자존심이 강했던 그는 농담 삼아 "양복장이의 인상이 내게는 담당 교수의 인상만큼이나 중요하다"고 말하기도 했다.

## 프로이트의 심리학

### 무의식의 영역
프로이트가 무의식의 개념을 공개적으로 주장하기 전에는 계몽주의가 지배적이었다. 당대의 지식인들은 정신과 육체를 분리한 후, 의식과 정신은 신성시했으나 육체는 부정적이고 비이성적인 치료 대상으로 보고 본능적인 욕구나 불건전한 면을 통제해야 한다고 생각했다. 이러한 시대에 프로이트는 정신과 의식이 항상 같은 것은 아니며, 무의식이라는 부분이 존재한다고 주장하여 당대의 철학에 반대되는 논리를 전개했다. 당시 유럽인들은 프로이트가 주장한 무의식이란 개념을 지동설, 진화론과 더불어 매우 충격적 사건으로 받아들였다. 인간이 이성적인 존재가 아니라 이성이라는 옷을 입은 욕망의 덩어리라는 주장으로 인해 인간의 긍지에 상처를 입었던 것이다.
프로이트는 정신이 의식, 무의식, 전의식으로 구성되어 있으며, 그중에 무의식이 의식에 못지않게 중요한 역할을 하므로 인간의 정신 활동에 없어서는 안 될 부분이라고 주장했다. 마치 빙산의 대부분이 수면 아래에 가려져 있는 것처럼 마음의 대부분은 의식의 표면 아래에 있는 무의식 영역에 속해 있다고 설명했다. 또한, 무의식은 의식에 비해서 그 내용이 정확하게 파악되기 힘들고, 인간이 인식하지 못하지만 실제로 원하거나 추구하는 내용을 담고 있기 때문에, 이러한 무의식이 의식에 미치는 영향을 거부하거나 억압하면 말 실수나 정신 질환 등이 발생한다고 주장했다.
그는 의식이 감당하지 못할 만큼 강력하거나 부적절한 생각, 기억, 충동은 억제되어 본능적 충동과 함께 무의식에 저장된다고 하였다. 그 과정을 '억압'이라 표현하고, 이는 정신 에너지 보존 법칙에 의거한다고 주장했다. 또한 무의식의 영역은 의식이 직접적으로 접근할 수 없고, 무의식은 개인의 생각과 행동을 조용히 조종하며, 무의식적 생각과 의식적 생각의 차이는 심리적 긴장을 낳은데 그 긴장을 풀려면 억압된 기억을 의식으로 불러들여야 한다고 주장했다.

### 무의식과 꿈의 분석학
프로이트는 무의식이 행동에 영향을 준다는 것을 대중화한 심리학자로 정신분석학회의 창시자이다. 이러한 무의식적 갈등이 정서적으로 영향을 준다는 그의 이론은 이후 자연스럽게 정신질환을 이해하는 길을 열어주었다. 한편 그는 최면과 최면이 어떻게 신경증 치료에 도움을 주는지에 관심을 갖게 된다. 그는 후에 현재 '대화 치료'로서 발전하여 알려져 있는 자유연상과 꿈의 해석에 대해서 이를 지지하며 최면술을 포기했다. 이들은 프로이트 정신분석학의 핵심 요소가 되었다. 프로이트는 특히 그 당시에 히스테리라고 불렸던 것에 대해 관심을 가졌고 이는 지금 전환신드롬이라고 불리고 있다.
프로이트의 이론들과 환자에 대한 그의 치료는 19세기에 빈에서 논쟁이 되고 여전히 오늘날에도 뜨거운 논란이 되고 있다. 프로이트의 아이디어는 그것들을 과학적 의학적 논문으로서 계속 논의되는 것뿐만 아니라 문학, 철학, 일반 문화에서 종종 논의되고 분석되어 왔다.

### 자유 연상
자유 연상(심리역동이론)은 심리학에 사용되는 기술로서 지그문트 프로이트에 의해 창시되었다. 프로이트는 최면술이 틀리기 쉽고 의식이 있는 동안에 중대한 기억에 대하여 환자들이 회복할 수 있고 이해할 수 있다는 것을 발견했기 때문에 최면술로 치료하기를 그만두었다. 자유연상기법을 통해 프로이트는 명백하게 중요하지 않거나 잠재적으로 환자를 압박할 수 있는 혼란스러운 기억이 될지라도 그런 것에 관계없이 환자들에게 떠오르는 것은 무엇이든 말하도록 했다.
이 기법은 모든 기억은 단일 연합의 네트워크에 정렬되어 있고 당장이든 후일에든 그것은 중대한 기억과 직면하게 될 것이라는 전제를 깔고 있다. 불행하게도 프로이트는 기억해내는 모든 노력에도 불구하고 가장 고통스럽고 중요한 기억이 환자에게 저항을 일으킨다는 것을 발견했다. 그는 결국 일정한 기억들이 철저하게 억압되어 있다가 정신의 의식 영역으로 뚫고 올라올 것이라는 견해를 갖게 된다. 프로이트의 궁극적인 정신분석학적 치료는 그것들을 정신 깊숙이 묻어버리는 내부적인 정신 갈등으로서의 이러한 기억들의 회상에 과도하게 초점을 맞추지 않았으며, 자유 연상 기법은 오늘날에도 여전히 정신에 관한 연구에서 일익을 담당하고 있다

### 이드와 자아
프로이트는 후기의 연구를 통해 새로운 마음의 통제구조인 이드, 자아(에고), 초자아라는 개념을 제시했다. 이드는 원시적인 충동들로 구성된 '본능'과 같은 모든 유전적인 특성을 포함하고 정신의 무의식적인 부분으로 '쾌락 원칙'에 따라 어떤 욕구든 충족시키려 한다. 하지만 자아는 누구든 바라는 바를 모두 얻을 수는 없으며 주변 세계를 고려해야 한다는 현실 원칙을 받아들인다. 이런 자아는 이드와 교섭하여, 나쁜 결과를 초래하지 않고 욕구를 충족하는 합리적 방법을 모색하려 한다. 그러나 에고는 부모나 사회의 도덕률이 내면화된 초자아의 통제를 받는데, 초자아는 판단을 내리는 힘이자 양심, 죄책감, 수치심의 원천이 된다.

### 심리 성적 발달 단계
프로이트는 어린시절의 경험이 성격형성에 많은 영향을 준다는 이론을 제시했다. 그는 인간의 발달이 성 에너지의 집중 부위를 중심으로 단계별로 이루어진다고 보았으며, 성 에너지가 발달 단계별로 다른 신체 부위에 집중된다고 주장했다. 이를 5단계로 보고 구강기, 항문기, 남근기, 잠재기, 성욕기로 나누었다. 처음의 세 단계에서는 자신의 신체부위에서 만족을 추구하므로 〈전성욕기〉(pregenital stage)라고 한다. 뒤의 두 단계에서는 특정의 신체부위가 아니라 이성관계 등 사회적 활동을 통해 만족을 추구하므로 〈성욕기〉(genital stage)라고 한다.
프로이트의 성 개념은 일반적인 ‘성교’의 개념뿐만 아니라 신체에 쾌감을 주는 모든 것을 포함한다. 아동의 행동이 쾌감을 주는 행동의 반복으로 이루어져 있으며, 이 행동이 연령에 따라 다른 형태를 보인다는 점에 주목했다. 그리고 이러한 행동이 어른의 성 행동에 다시 나타난다고 보았다. 또한, 다음단계로 넘어갈 때 고착과 반동형성이란 반응을 보이는데, 고착은 이전단계의 쾌감행동에 집착하는 것을 일컬으며, 반동형성이란 좌절로 인한 불안을 해소하기 위해서 원하는 바의 정반대 행동을 하게 만드는 것을 말한다.
1. 구강기(oral stage, 0~2세)
이 시기에는 입이 두 가지 형태의 행동을 한다. 먹고 마시는 흡입행동과 깨물고 뱉어내는 행동이다. 흡입 행동에 고착되면 먹고 마시고 흡연과 음주, 키스 등에 관심이 많으며 성장하여 낙천적이고 의존적이 된다. 이가 나올 때에 깨물고 뱉어내는 등 입의 공격적인 행동이 나타나는데 여기에 고착되면 성격적으로 적대감, 질투, 냉소적, 비관적, 공격적이 되고 남을 통제하려고 한다.
2. 항문기(anal stage, 2~4세)
생후 첫 해에는 부모들이 아동의 욕구가 부모를 통하여 최대한 충족되지만 배변훈련시기부터는 아동은 차츰 욕구충족이 시간과 장소의 구애를 받으며 거부되기도 하고 따라서 유예해야 함을 배운다. 이 시기에는 리비도가 항문에 집중되어 있으므로 배변활동을 통해 쾌락과 욕구충족을 느끼는데 적절히 훈련하여 아동의 욕구가 충족되면 자신의 배설물을 중요하게 여기고 자신의 창조물로 보기 때문에 창의적이고, 생산적인 성격이 된다.
배변훈련이 지나치게 엄하거나 잘 학습되지 못하면 부모의 요구에 대항하는 적대적, 가학적, 파괴적 성향이 나타날 수 있다. 또한, 항문을 이완시켜 배변하는 것보다 조이는 데에서 쾌감을 느끼는 경우 지나치게 깔끔하여 결벽증적인 성격이 나타난다. 그 밖에 융통성없는 기계적 성격, 구두쇠 심리가 나타난다.
3. 남근기(phallic stage, 4~6세)
성기에 집중되어 이의 감수성이 민감해지고, 만짐을 통해 쾌감을 느끼는 시기이다. 성 차이를 인식하고 출생에 대한 관심을 보인다. 남아는 오이디푸스 콤플렉스에 빠져 어머니를 성적 애착의 대상으로 생각하고 아버지를 미워하는 두려움이 나타난다. 여아는 남아와 비교하여 음경선망 등 열등감과 좌절감을 겪는 동시에 아버지를 성적 애착의 대상으로 생각하고 어머니를 적대시하는 일렉트라 콤플렉스에 빠진다. 이 시기에 나타나는 콤플렉스 현상은 동성 부모의 성역할을 학습함으로써 해소된다. 해소 정도에 따라 성역할 정체감과 성인기의 이성에 대한 태도가 결정된다.
4. 잠재기(latency stage, 6~12세)
초등학교 시기부터는 성적 욕구의 만족이 신체의 특정 부위의 자극이 아니라 친구관계, 취미활동, 스포츠 등 사회적 활동을 통해 이루어진다. 이 시기에는 쾌락원칙을 버리고 현실원칙을 따르며 아버지의 권위와 금지 또는 양심에 따라 사회적 도덕적 자아를 형성하게 된다.
5. 생식기(genital stage, 12세 이후)
사춘기로서 성적 충동을 정상적인 성욕으로 통합하는 시기이며, 정서적 해방과 독립을 추구하는 심리적 이유기이다. 앞서의 단계들에서보다 약하기는 하지만 이 단계에서도 갈등이 있다. 그러나 앞서의 어느 단계에 고착되지 않았다면 이성과의 관계가 정상적으로 형성될 수 있다. 이성관계와 또래관계를 맺기, 학문,예술등에 몰두하기 등 사회적으로 바람직한 활동을 통해 만족을 찾고, 원시자아의 충동을 승화시킨다.

### 자기 방어 기제
자기 방어 기제는 프로이트가 발표한 이론으로, 개인을 보호하기 위한 도구(Defence Mechanic)이다. 압도되는 불안으로부터 개인을 보호함은 물론 기능을 수행하도록 도와준다. 자기 방어 기제에는 두 가지 특징이 있는데 하나는 무의식 차원에서 작용한다는 것과 다른 하나는 현실을 왜곡하게 지각하여 불안을 감소시키도록 한다는 것이다.

① 억압: 가장 기본적인 방어기제. 위협을 주거나 수용하기 어려운 욕구, 사고, 기억이 의식화되거나 행동으로 표출되지 않도록 무의식적으로 차단하는 과정(예: 다른 사람에 대한 공격적 충동이나 욕구를 의식에 떠오르지 못하도록 함)

② 동일시: 무의식적으로 다른 사람의 특성(가치, 태도, 행동 등)을 내면화하는 과정 (예: 남아가 거세불안으로부터 자아를 방어하기 위해 어머니에 대한 성적 충동을 억압하고 아버지를 동일시함으로써 아버지에 대한 적대감을 해소하고 애정을 획득함)

③ 부인: 사실을 있는 그대로 인식하기를 거부하는 것, 백일몽, 환상 (예: 사랑하는 사람의 죽음을 인정하지 않는 것)

④ 반동형성: 위협적인(공격적인) 충동을 의식수준에서 정반대의 충동, 말, 행동으로 대치하는 과정 (예: 음주욕구가 강한 사람이 금주운동에 참여하는 것) 

⑤ 투사: 수용하기 어려운 충동, 사고, 감정을 자기 자신의 것으로 인정하지 않고 다른 사람의 것으로 귀인하는 과정(예: 자기 내부에 증오심이 있는데도 다른 사람이 자기를 증오하고 있다고 생각하는 사람)

⑥ 주지화(지성화): 위협적인 대상에 대해 정서적으로 관련되지 않기 위해 그 대상에서 분리되는 과정(예: 불쾌한 경험을 해야 하는 전문가, 검시관, 간호사, 외과의사 등이 많이 사용) 

⑦ 치환(전위): 현실적인 제약요인으로 인해서 충동이나 욕구를 충족시킬 수 없을 때 다른 대상을 통해 충동이나 욕구를 충족시키려는 과정(예: 아버지에게 꾸중을 듣고 난 후 동생에게 화풀이하는 형)

⑧ 승화: 치환의 한 형태로, 성적 충동이나 공격적 충동을 사회적으로 바람직한 방식으로 전환하는 과정(예: 직접 충족시킬 수 없는 성적 충동을 그림이나 음악, 문학작품을 통해 충족시키는 예술가)

⑨ 합리화: 수용할 수 없는 행동에 대해 실제 이유가 아니라 그럴 듯한 이유를 둘러대거나 변명을 통해 난처한 입장이나 실패를 모면하려는 일종의 자기 기만전략(예: 이솝우화의 ‘여우의 신포도’)

⑩ 고착: 새로운 발달단계로 이행할 때 경험하는 불안이나 좌절이 극심할 때 정상적인 발달이 일시적 혹은 영구적으로 중단되는 현상(예: 지나치게 의존적인 아동이 독립적인 행동을 학습하는 것이 불안한 경우 고착 방어기제 사용) 

⑪ 퇴행: 불안을 해소하기 위해 초기 발달단계로 되돌아가거나 안정되고 즐거웠던 인생의 이전 단계로 후퇴하는 것(예: 성인이 토라지거나 말을 하지 않는 것)

⑫ 보상: 신체적 조건, 지적 특성, 성격 특성의 약점이나 결함을 극복하거나 감추는 것(예: 외모에 열등감을 느끼는 학생이 공부를 열심히 하는 것, 공부가 재미없는 학생이 운동에 몰두하는 것.)

## 프로이트에 대한 비판
과학철학자 칼 포퍼는 프로이트의 정신분석학은 반증이 불가능하기 때문에 과학일 수 없다고 보았다. 아돌프 그륀바움은 정신분석학은 반증가능하며, 사실상 틀렸음이 증명되었다고 주장한다. 비판자들과 옹호자들간의 논쟁은 때때로 매우 격렬해져서, 이러한 논쟁들은 프로이트 전쟁으로 보였다.
한편 알프레트 아들러나 칼 융의 경우는 프로이트와는 다른 관점에서 무의식의 개념을 다룬바있다.
또한 행동주의 심리학의 초기에는 정신분석학이 클라이언트에 대한 심리적 접근에서 절대적으로 보다 효과적일수있는 근거는 찾을 수 없었다는 맥락의 보고를 한바있다.
그러나 많은 심리학자들은 프로이트가 개척한 인간의 무의식 영역과 본능에 대한 깊은 이해의 결과물들이 논리적이지 않다는 결정적인 증거가 없다는데에도 동의한다.

## 본능
프로이트는 삶을 향한 본능(Libido: 성의 욕구)과 죽음을 향한 욕구(Thanatos: 공격성)를 제시한 바 있다. 프로이트는 그 연구결과물에서 초기에는 리비도(Libido)만을 언급하였으나 점차 후반부에 접어들면서 타나토스(Thanatos)와 함께 리비도를 다루고있다.

## 저서 목록

### 단행본
- 『히스테리 연구』(Studien über Hysterie)요제프 브로이어 공저, 1895
- 『꿈의 해석』(Die Traumdeutung), 1899
- 『일상생활의 정신병리학』(Zur Psychopathologie des Alltagslebens),1902
- 『성욕에 관한 세 편의 에세이』(Drei Abhandlungen zur Sexualtheorie),1905
- 『농담과 무의식의 관계』 (Der Witz und seine Beziehung zum Unbewußten),1905
- 『억압, 증후 그리고 불안』(Meine Ansichten über die Rolle der Sexualität in der Atiologie der Neurosen), 1906
- 『창조적인 작가와 몽상』(Der dichter und das Phantasieren), 1908
- 『토템과 터부』(Totem und Tabu),1913
- 『무의식에 관하여』(Zur Einführung des Narzißmus),1914
- 『정신분석 강의』(Vorlesungen zur Einführung in die Psychoanalyse),1917
- 『쾌락 원리의 저편』(Jenseits des Lustprinzips),1920
- 『문명속의 불만/문화에서의 불안』(Das Uehagen in der Kultur),1930
- 『새로운 정신분석 강의』(Neue Folge der Vorlesungen zur Einführung in die Psychoanalyse), 1932
- 『정신분석학 개요』(Abriß der Psychoanalyse),1940
- 『우리의 마음은 남쪽을 향한다』(Unser Herz zeigt nach dem Suden), 1895-1923 : 여행지에서 쓴 편지

### 편집본
『정신분석의 탄생』/『꼬마 한스와 도라』/『늑대 인간』/『종교의 기원』/『정신분석학의 근본개념』/『예술 문학 정신분석』/『정신병리학의 문제들』/『끝이 있는 분석과 끝이 없는 분석』/『정신분석운동』
- 『정신분석의 탄생』
  - 플리스에게 보낸 편지
  - 과학적 심리학 초고
- 『꼬마 한스와 도라』
  - 1905 도라의 히스테리 분석
  - 1909 다섯 살배기 꼬마 한스의 공포증 분석
- 『늑대 인간』
  - 1909 쥐 인간 : 강박 신경증에 관하여
  - 1911 편집증 환자 슈레버 : 자서전적 기록에 의한 정신분석
  - 1918 늑대 인간 : 유아기 신경증에 관하여
  - 1920 여자 동성애가 되는 심리
- 『종교의 기원』
  - 강박 행동과 종교 행위
  - 1913 토템과 터부
  - 불의 입수와 지배
  - 1939 인간 모세와 유일신교
- 『정신분석학의 근본개념』
  - 정신적 기능의 두 가지 원칙
  - 정신분석에서의 무의식에 관한 노트
  - 나르시시즘 서론
  - 초심리학에 관한 논문들
  - 본능과 그 변화
  - 억압에 관하여
  - 무의식에 관하여
  - 꿈 - 이론과 초심리학
  - 슬픔과 우울증
  - 1920 쾌락 원칙을 넘어서
  - 1923 자아와 이드(Das Ich und das Es)
  - 마조히즘의 경계적 문제
  - '신비스런 글쓰기 판'에 대한 소고
  - 부정
  - 아크로폴리스에서 일어난 기억의 혼란
  - 방어 과정에서 나타난 자아의 분열
- 『예술, 문학, 정신분석』
  - 빌헬름의 옌젠의 [그라디바]에 나타난 망상과 꿈
  - 옌젠이 프로이트에게 보낸 세 통의 편지
  - 무대 위에 나타나는 정신 이사에 걸린 등장 인물들
  - 작가와 몽상
  - 레오나르도 다 빈치의 유년의 기억
  - 세상자의 모티프
  - 미켈란젤로의 모세 상
  - 덧없음
  - 정신분석에 의해서 드러난 몇가지 인물유형
  - 괴테의 [시와 진실]에 나타난 어린 시절의 추억
- 『정신병리학의 문제들』
  - 신경 쇠약증에서 '불안 신경증'이라는 특별한 증후군을 분리시키는 근거에 대하여
  - 신경증의 병인에서 성욕이 작용하는 부분에 대한 나의 견해
  - 히스테리성 환상과 양성 소질의 관계
  - 히스테리 발작에 관하여
  - 시각의 심인성 장애에 관한 정신분석적 견해
  - 신경증 발병의 유형들
  - 강박 신경증에 잘 걸리는 기질
  - 정신분석 이론에 반하는 편집증의 사례
  - '매 맞는 아이'
  - 질투, 편집증 그리고 동성애의 몇 가지 신경증적 메커니즘
  - 신경증과 정신증
  - 신경증과 정신증에서 현실감의 상실
  - 억압, 증상 그리고 불안
- 『끝이 있는 분석과 끝이 없는 분석』
  - 신경증의 병인으로서의 성욕
  - 망각의 심리 기제에 대하여
  - 덮개 - 기억에 대하여
  - 실현된 예시의 꿈
  - 꿈에 대하여
  - 정신분석에 대하여
  - 끝이 있는 분석과 끝이 없는 분석
  - 분석에 있어서 구성의 문제
- 『정신분석운동』
  - 과학에 대한 정신분석학의 관심
  - 정신분석학 운동의 역사
  - [정신분석학]과 [리비도 이론]-두개의 백과사전 항목
  - 비전문가 분석의 문제-공정한 사람과의 대화
  - 라이크 박사와 비전문가 치료의 문제

### 저서 목록: 영어
프로이트의 저작 가운데 영역본은 24권짜리 《표준판 프로이트 전집》(The Standard Edition of the Complete Psychological Works of Sigmund Freud)이 가장 유명하다. 영국의 심리분석학자 제임스 스트레이치가 프로이트의 딸 아나 프로이트와 협력 하에 책임편집을 맡았다.

## 같이 보기
- 브렌타노 학파
- 고슴도치 딜레마
- 연극성 인격장애
- 프레더릭 크루스
- 어네스트 겔너
- 카를 융
- 헤르베르트 마르쿠제
- 폴 리쾨르
- 리처드 월하임

## 참고 문헌
- Rieff, Philip, Freud: The Mind of the Moralist, 3d ed. (Chicago: University of Chicago Press, 1979)
- Bateman, Anthony and Holmes, Jeremy. Introduction to Psychoanalysis: Contemporary Theory & Practice (London: Routledge, 1995)
- Jurjevich, R. M. The Hoax of Freudism: A study of Brainwashing the American Professionals and Laymen Dorrance (1974) ISBN 0-8059-1856-6
- LaPiere, R. T, The Freudian Ethic: An Analysis of the Subversion of Western Character Greenwood Press (1974) ISBN 0-8371-7543-7
- MacDonald, K, The Culture of Critique: An Evolutionary Analysis of Jewish Involvement in Twentieth-Century Intellectual and Political Movements Authorhouse (2002) ISBN 0-7596-7222-9
- Macmillan, Malcolm, Freud Evaluated: The Completed Arc MIT Press, 1996 ISBN 0-262-63171-7 [originally published by New Holland, 1991]
- Stannard, D. E. Shrinking History: On Freud and the Failure of Psychohistory Oxford University Press, Oxford (1980) ISBN 0-19-503044-3
- Thornton, E. M. Freud and Cocaine: The Freudian Fallacy, Blond & Briggs, London (1983) ISBN 0-85634-139-8
- Webster, Richard. Why Freud Was Wrong: Sin, Science, and Psychoanalysis BasicBooks, 1995. ISBN 0-465-09579-8
- 심우엽, 교육심리학, 교육과학사, 2006. ISBN 89-8287-425-9
- 본 문서에는 지식을만드는지식에서 CC-BY-SA 3.0으로 배포한 책 소개글을 기초로 작성된 내용이 포함되어 있습니다.